# Le Faget
Pour les articles homonymes, voir Faget (homonymie).
Le Faget est une commune française située dans le nord-est du département de la Haute-Garonne, en région Occitanie. Sur le plan historique et culturel, la commune est dans le Lauragais, l'ancien « Pays de Cocagne », lié à la fois à la culture du pastel et à l’abondance des productions, et de « grenier à blé du Languedoc ».
Exposée à un climat océanique altéré, elle est drainée par le Girou, le Peyrencou, le ruisseau de Péri et par divers autres petits cours d'eau. La commune possède un patrimoine naturel remarquable composé de deux zones naturelles d'intérêt écologique, faunistique et floristique.
Le Faget est une commune rurale qui compte 301 habitants en 2022, après avoir connu un pic de population de 854 habitants en 1841. Elle fait partie de l'aire d'attraction de Toulouse.
Ses habitants sont les Fagetois et les Fagetoises.

## Géographie

### Localisation
La commune du Faget se trouve dans le département de la Haute-Garonne, en région Occitanie.
Elle se situe à 31 km à vol d'oiseau de Toulouse, préfecture du département, et à 19 km de Revel, bureau centralisateur du canton de Revel dont dépend la commune depuis 2015 pour les élections départementales.
La commune fait en outre partie du bassin de vie de Caraman.
Les communes les plus proches sont : 
Loubens-Lauragais (3,1 km), Maurens-Scopont (3,2 km), Cambon-lès-Lavaur (3,2 km), La Salvetat-Lauragais (3,6 km), Albiac (3,9 km), Villeneuve-lès-Lavaur (4,6 km), Cuq-Toulza (4,8 km), Auriac-sur-Vendinelle (4,9 km).
Sur le plan historique et culturel, Le Faget fait partie du Lauragais, occupant une vaste zone, autour de l’axe central que constitue le canal du Midi, entre les agglomérations de Toulouse au nord-ouest et Carcassonne au sud-est et celles de Castres au nord-est et Pamiers au sud-ouest. C'est l'ancien « Pays de Cocagne », lié à la fois à la culture du pastel et à l’abondance des productions, et de « grenier à blé du Languedoc ».
Le Faget est limitrophe de sept autres communes dont trois dans le département du Tarn.
Les communes limitrophes sont  Albiac, Auriac-sur-Vendinelle, Cambon-lès-Lavaur, Cuq-Toulza, La Salvetat-Lauragais, Loubens-Lauragais et Maurens-Scopont.
| Loubens-Lauragais     | Maurens-Scopont (Tarn) | Cambon-lès-Lavaur (Tarn) |
| Albiac                | du Faget               | Cuq-Toulza (Tarn)        |
| La Salvetat-Lauragais | Auriac-sur-Vendinelle  |                          |

### Géologie et relief
La superficie de la commune de Le Faget est de 1 131 hectares. Son altitude varie de 170  à   275 mètres.

### Hydrographie

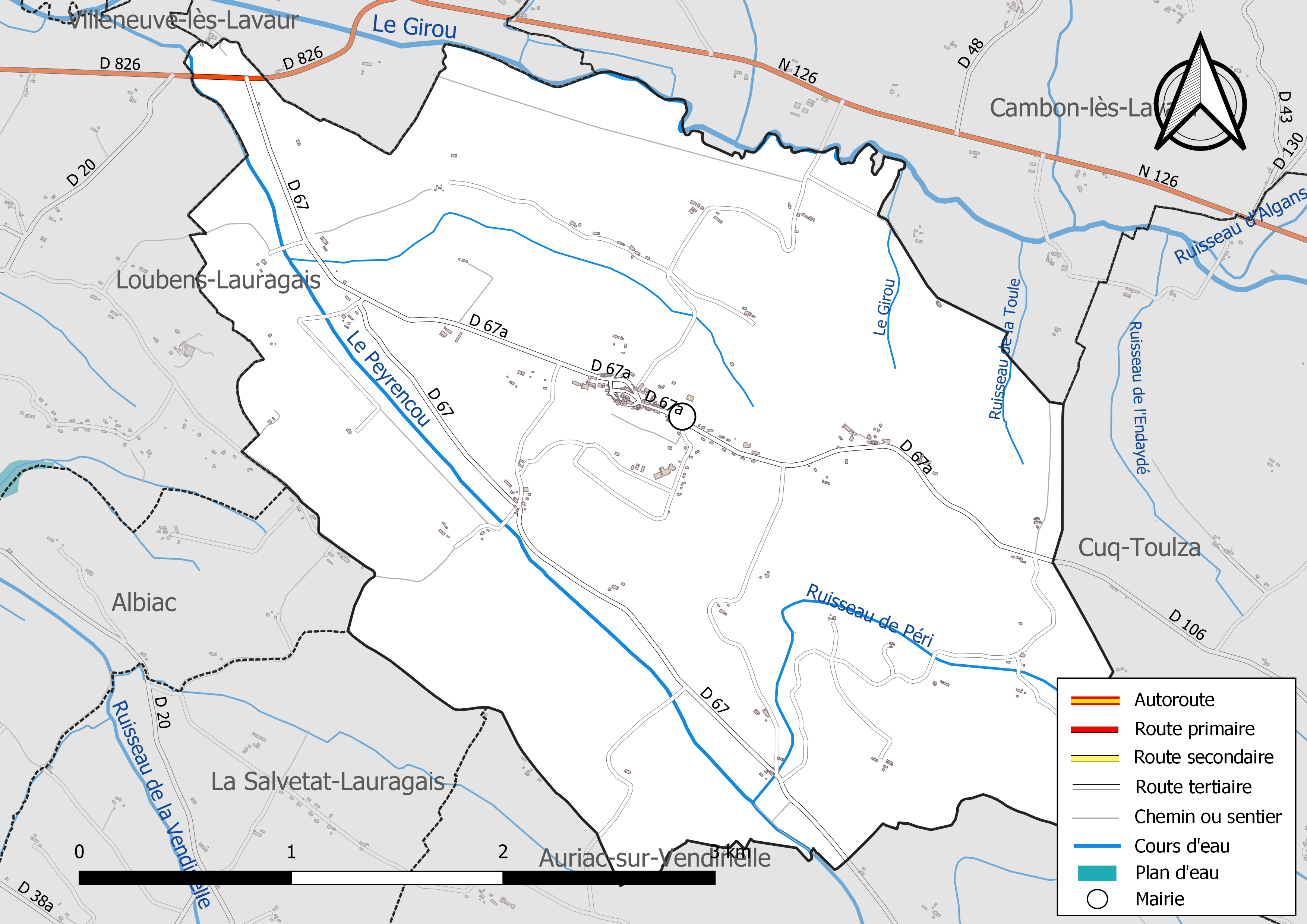
Réseaux hydrographique et routier du Faget.

La commune est dans le bassin de la Garonne, au sein du bassin hydrographique Adour-Garonne. Elle est drainée par le Girou, le Peyrencou, le Girou, le ruisseau de la Toule et par divers petits cours d'eau, constituant un réseau hydrographique de 12 km de longueur totale,.
Le Girou, d'une longueur totale de 64,5 km, prend sa source dans la commune de Puylaurens (81) et s'écoule du sud-est vers le nord-ouest. Il traverse la commune et se jette dans l'Hers-Mort à Saint-Jory, après avoir traversé 31 communes.
Le Peyrencou, d'une longueur totale de 15,1 km, prend sa source dans la commune de Montégut-Lauragais et s'écoule du sud-est vers le nord-ouest. Il traverse la commune et se jette dans Le Girou à Villeneuve-lès-Lavaur (81), après avoir traversé 7 communes.

### Climat
Pour des articles plus généraux, voir Climat de l'Occitanie et Climat de la Haute-Garonne.
En 2010, le climat de la commune est de type climat du Bassin du Sud-Ouest, selon une étude s'appuyant sur une série de données couvrant la période 1971-2000. En 2020, Météo-France publie une typologie des climats de la France métropolitaine dans laquelle la commune est exposée à un climat océanique altéré et est dans la région climatique Aquitaine, Gascogne, caractérisée par une pluviométrie abondante au printemps, modérée en automne, un faible ensoleillement au printemps, un été chaud (19,5 °C), des vents faibles, des brouillards fréquents en automne et en hiver et des orages fréquents en été (15 à 20 jours).
Pour la période 1971-2000, la température annuelle moyenne est de 12,7 °C, avec une amplitude thermique annuelle de 16 °C. Le cumul annuel moyen de précipitations est de 822 mm, avec 10,9 jours de précipitations en janvier et 5,4 jours en juillet. Pour la période 1991-2020, la température moyenne annuelle observée sur la station météorologique la plus proche, située sur la commune de Ségreville à 11 km à vol d'oiseau, est de 13,4 °C et le cumul annuel moyen de précipitations est de 747,6 mm,. Pour l'avenir, les paramètres climatiques de la commune estimés pour 2050 selon différents scénarios d'émission de gaz à effet de serre sont consultables sur un site dédié publié par Météo-France en novembre 2022.

### Milieux naturels et biodiversité

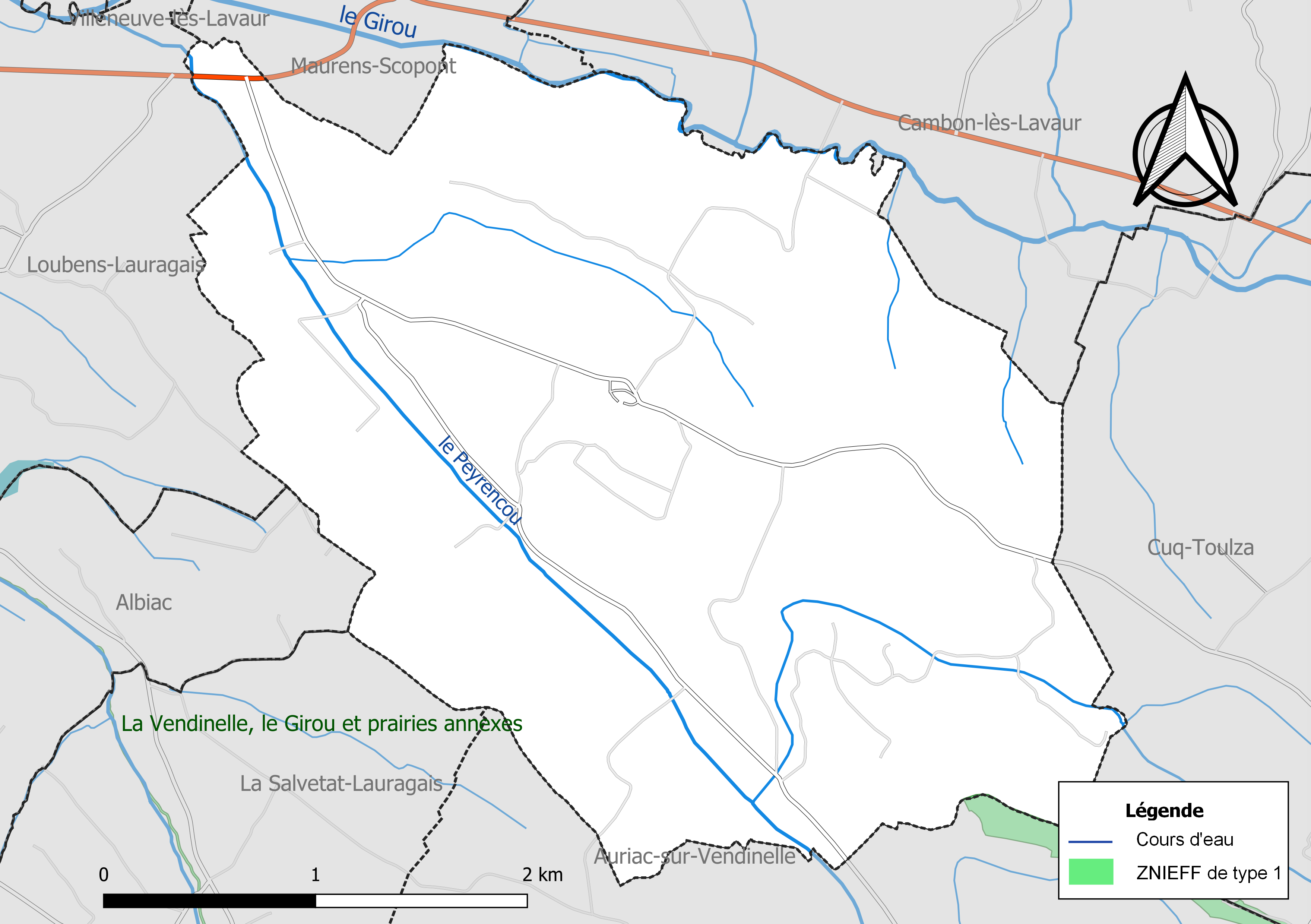
Carte de la ZNIEFF de type 1 localisée sur la commune.

L’inventaire des zones naturelles d'intérêt écologique, faunistique et floristique (ZNIEFF) a pour objectif de réaliser une couverture des zones les plus intéressantes sur le plan écologique, essentiellement dans la perspective d’améliorer la connaissance du patrimoine naturel national et de fournir aux différents décideurs un outil d’aide à la prise en compte de l’environnement dans l’aménagement du territoire.
Une ZNIEFF de type 1 est recensée sur la commune :
les « coteaux de l'Arnal et du ruisseau de Peyrencou » (135 ha), couvrant 5 communes dont trois dans la Haute-Garonne et deux dans le Tarn et une ZNIEFF de type 2, : 
l'« ensemble de coteaux du Lauragais » (1 407 ha), couvrant 7 communes dont cinq dans la Haute-Garonne et deux dans le Tarn.

## Urbanisme

### Typologie
Au 1er janvier 2024, Le Faget est catégorisée commune rurale à habitat très dispersé, selon la nouvelle grille communale de densité à sept niveaux définie par l'Insee en 2022.
Elle est située hors unité urbaine. Par ailleurs la commune fait partie de l'aire d'attraction de Toulouse, dont elle est une commune de la couronne,. Cette aire, qui regroupe 527 communes, est catégorisée dans les aires de 700 000 habitants ou plus (hors Paris),.

### Occupation des sols
L'occupation des sols de la commune, telle qu'elle ressort de la base de données européenne d’occupation biophysique des sols Corine Land Cover (CLC), est marquée par l'importance des territoires agricoles (97,1 % en 2018), en diminution par rapport à 1990 (100 %). La répartition détaillée en 2018 est la suivante : 
terres arables (96,3 %), zones urbanisées (2,9 %), zones agricoles hétérogènes (0,8 %). L'évolution de l’occupation des sols de la commune et de ses infrastructures peut être observée sur les différentes représentations cartographiques du territoire : la carte de Cassini (XVIIIe siècle), la carte d'état-major (1820-1866) et les cartes ou photos aériennes de l'IGN pour la période actuelle (1950 à aujourd'hui).

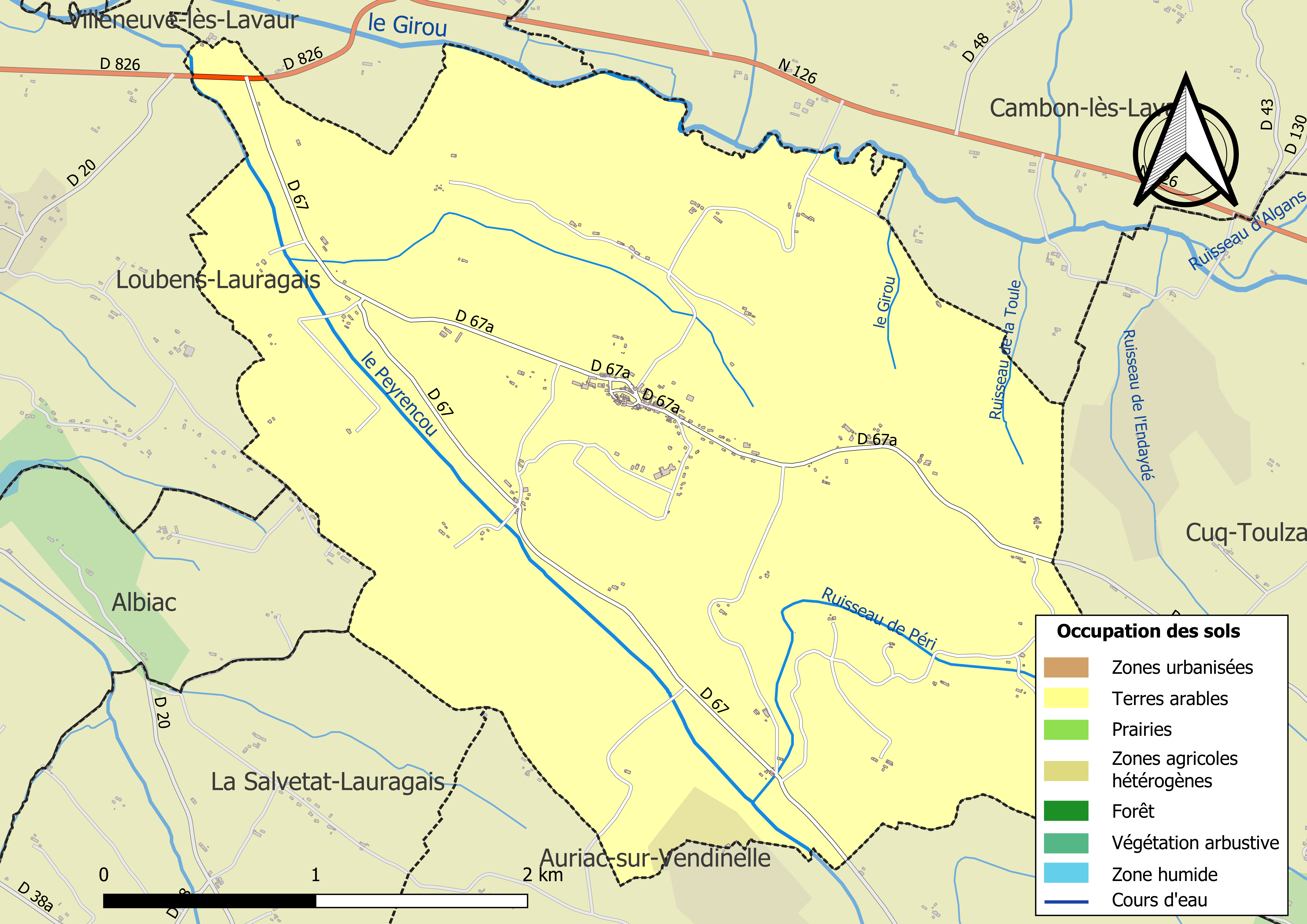
Carte des infrastructures et de l'occupation des sols de la commune en 2018 (CLC).

### Voies de communication et transports
Accès par la route nationale 126 et la route départementale (D 626).
La ligne 381 du réseau Arc-en-Ciel relie la commune à la station Balma - Gramont du métro de Toulouse.

### Risques majeurs
Le territoire de la commune duFaget est vulnérable à différents aléas naturels : météorologiques (tempête, orage, neige, grand froid, canicule ou sécheresse) et séisme (sismicité très faible). Un site publié par le BRGM permet d'évaluer simplement et rapidement les risques d'un bien localisé soit par son adresse soit par le numéro de sa parcelle.

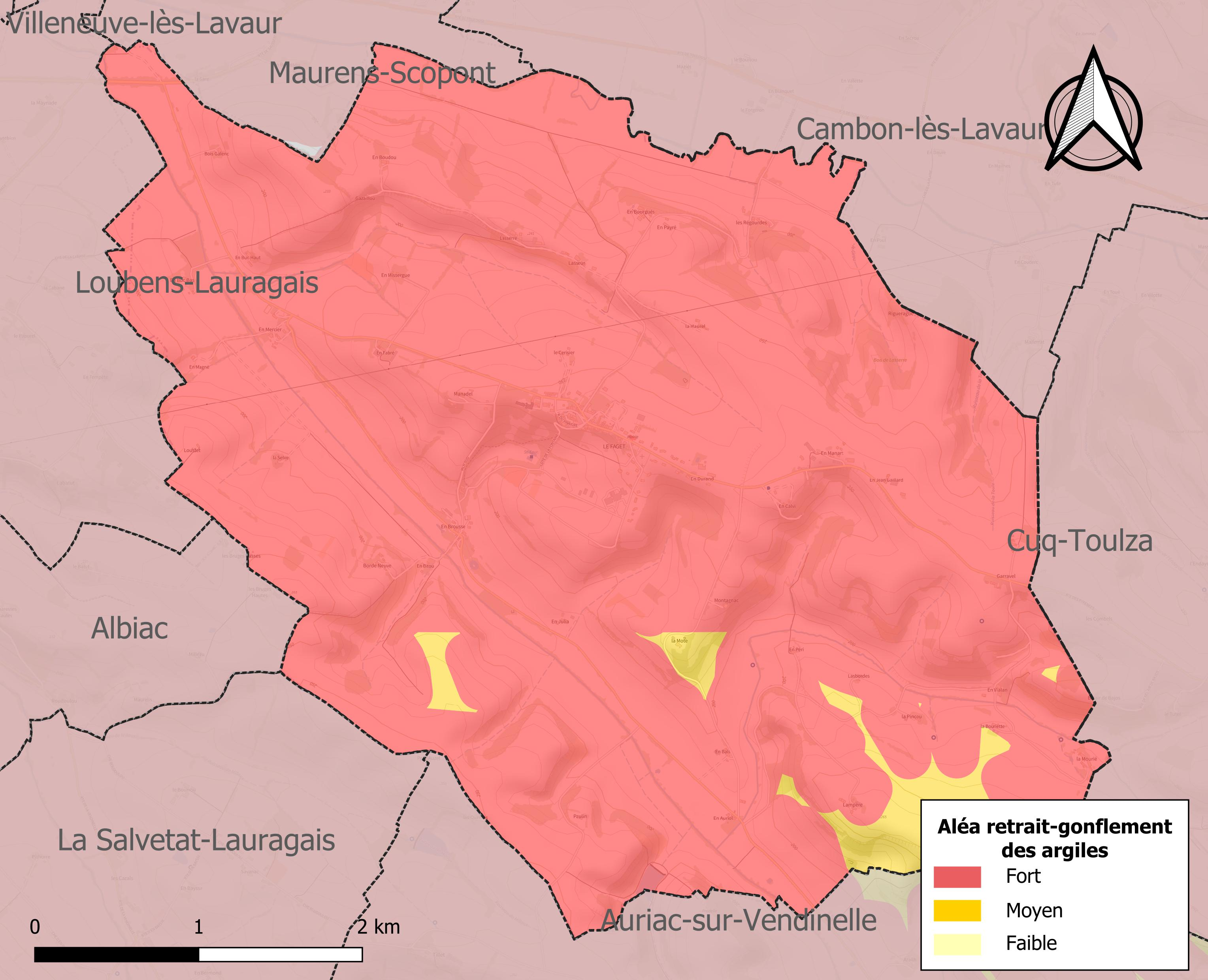
Carte des zones d'aléa retrait-gonflement des sols argileux duFaget.

Le retrait-gonflement des sols argileux est susceptible d'engendrer des dommages importants aux bâtiments en cas d’alternance de périodes de sécheresse et de pluie. La totalité de la commune est en aléa moyen ou fort (88,8 % au niveau départemental et 48,5 % au niveau national). Sur les 172 bâtiments dénombrés sur la commune en 2019, 172 sont en aléa moyen ou fort, soit 100 %, à comparer aux 98 % au niveau départemental et 54 % au niveau national. Une cartographie de l'exposition du territoire national au retrait gonflement des sols argileux est disponible sur le site du BRGM,.
Par ailleurs, afin de mieux appréhender le risque d’affaissement de terrain, l'inventaire national des cavités souterraines permet de localiser celles situées sur la commune.
Concernant les mouvements de terrains, la commune a été reconnue en état de catastrophe naturelle au titre des dommages causés par la sécheresse en 1989 et 2003 et par des mouvements de terrain en 1999.

## Toponymie
Le Faget est une forme occitane signifiant la hêtraie ou le « petit hêtre ».
Le latin fagus pour « hêtre » a donné le gascon hag et le languedocien fag, que l'on retrouve dans faget, indiquant la présence de ces arbres dans la région. Il est associé au suffixe -et servant à désigner un ensemble d'arbre appartenant à la même espèce.
Cette finale procède du latin -etum qui a également donné le français moderne -aie, jadis masculin également : -ay / -ey.
Homonymie avec les noms de lieux gascon Haget ; francoprovençal le Fayet et les Fy, Fay  ou Fey  de langue d'oïl.

## Politique et administration

### Administration municipale
Le nombre d'habitants au recensement de 2017 étant compris entre 100 et 499, le nombre de membres du conseil municipal pour l'élection de 2020 est de 11,.

### Rattachements administratifs et électoraux
La commune fait partie de la dixième circonscription de la Haute-Garonne, de la communauté de communes des Terres du Lauragais et du canton de Revel (avant le redécoupage départemental de 2014, Le Faget faisait partie de l'ex-canton de Caraman et de la septième circonscription de la Haute-Garonne jusqu'en 2012 et avant le 1er janvier 2017, elle faisait partie de la communauté de communes Cœur Lauragais).

### Liste des maires
| Période                                  | Période  | Identité           | Étiquette | Qualité     |
| ---------------------------------------- | -------- | ------------------ | --------- | ----------- |
| mars 1827                                | 1827     | Francois Peyronnet |           |             |
| Les données manquantes sont à compléter. |          |                    |           |             |
| avant 1995                               | ?        | Maurice Coustel    | PS        |             |
| mars 2001                                | En cours | Francis Calmettes  | DVG       | Agriculteur |

## Population et société

### Démographie
| 1793 | 1800 | 1806 | 1821 | 1831 | 1836 | 1841 | 1846 | 1851 |
| ---- | ---- | ---- | ---- | ---- | ---- | ---- | ---- | ---- |
| 673  | 761  | 776  | 777  | 775  | 821  | 854  | 835  | 810  |

| 1856 | 1861 | 1866 | 1872 | 1876 | 1881 | 1886 | 1891 | 1896 |
| ---- | ---- | ---- | ---- | ---- | ---- | ---- | ---- | ---- |
| 762  | 712  | 759  | 750  | 723  | 716  | 722  | 644  | 615  |

| 1901 | 1906 | 1911 | 1921 | 1926 | 1931 | 1936 | 1946 | 1954 |
| ---- | ---- | ---- | ---- | ---- | ---- | ---- | ---- | ---- |
| 562  | 536  | 519  | 425  | 457  | 419  | 398  | 379  | 336  |

| 1962 | 1968 | 1975 | 1982 | 1990 | 1999 | 2005 | 2006 | 2010 |
| ---- | ---- | ---- | ---- | ---- | ---- | ---- | ---- | ---- |
| 299  | 270  | 280  | 329  | 363  | 279  | 342  | 333  | 366  |

| 2015 | 2020 | 2022 | - | - | - | - | - | - |
| ---- | ---- | ---- | - | - | - | - | - | - |
| 347  | 312  | 301  | - | - | - | - | - | - |

| selon la population municipale des années : | 1968 | 1975 | 1982 | 1990 | 1999 | 2006 | 2009 | 2013 |
| Rang de la commune dans le département      | 217  | 290  | 263  | 230  | 275  | 288  | 285  | 288  |
| Nombre de communes du département           | 592  | 582  | 586  | 588  | 588  | 588  | 589  | 589  |

### Enseignement
Le Faget est située dans l'académie de Toulouse.

### Culture et festivités

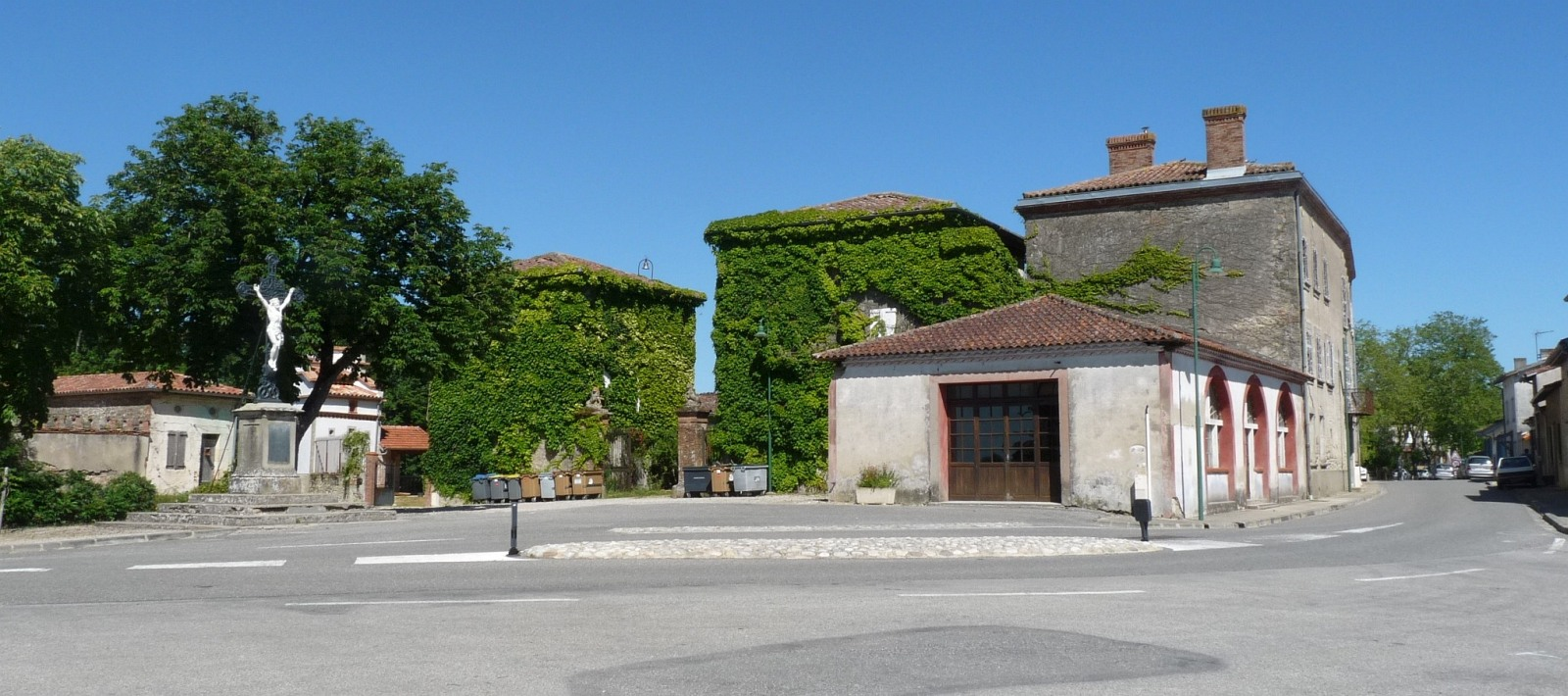
Place centrale et salle des fêtes.

Festi Faget, un festival de spectacles vivants, a lieu chaque année au début de l'automne depuis 2004.
Du fait du nombre important d'artistes vivant dans le petit village, on retrouve dans ce festival une grande qualité de spectacles en tous genres : marionnettes, musique, théâtre de rue, clown, expositions, etc.
Voici une liste non exhaustive des compagnies de spectacle localisées (ou dont des membres sont localisés) au Faget ou dans les environs : Compagnie Albemuth, Carnage Productions, Maria Dolores y los Crucificados, les Francs Glaçons, la Compagnie de l'Autre...

### Activités sportives
Le trail du Faget 😠

### Écologie et recyclage
La collecte et le traitement des déchets des ménages et des déchets assimilés ainsi que la protection et la mise en valeur de l'environnement se font dans le cadre de la communauté de communes Cœur Lauragais.

## Économie

### Revenus
En 2018  (données Insee publiées en septembre 2021), la commune compte 131 ménages fiscaux, regroupant 318 personnes. La médiane du revenu disponible par unité de consommation est de 22 690 € (23 140 € dans le département).

### Emploi
|                | 2008  | 2013  | 2018  |
| -------------- | ----- | ----- | ----- |
| Commune        | 5,7 % | 10 %  | 7,6 % |
| Département    | 7,7 % | 9,6 % | 9,3 % |
| France entière | 8,3 % | 10 %  | 10 %  |

En 2018, la population âgée de 15 à 64 ans s'élève à 239 personnes, parmi lesquelles on compte 80,4 % d'actifs (72,8 % ayant un emploi et 7,6 % de chômeurs) et 19,6 % d'inactifs,. Depuis 2008, le taux de chômage communal (au sens du recensement) des 15-64 ans est inférieur à celui de la France et du département.
La commune fait partie de la couronne de l'aire d'attraction de Toulouse, du fait qu'au moins 15 % des actifs travaillent dans le pôle,. Elle compte 120 emplois en 2018, contre 169 en 2013 et 180 en 2008. Le nombre d'actifs ayant un emploi résidant dans la commune est de 175, soit un indicateur de concentration d'emploi de 68,4 % et un taux d'activité parmi les 15 ans ou plus de 67 %.
Sur ces 175 actifs de 15 ans ou plus ayant un emploi, 43 travaillent dans la commune, soit 24 % des habitants. Pour se rendre au travail, 81,1 % des habitants utilisent un véhicule personnel ou de fonction à quatre roues, 3 % les transports en commun, 7,3 % s'y rendent en deux-roues, à vélo ou à pied et 8,5 % n'ont pas besoin de transport (travail au domicile).

### Activités hors agriculture
29 établissements sont implantés  au Faget au 31 décembre 2019. Le tableau ci-dessous en détaille le nombre par secteur d'activité et compare les ratios avec ceux du département,.
Le secteur des activités spécialisées, scientifiques et techniques et des activités de services administratifs et de soutien est prépondérant sur la commune puisqu'il représente 34,5 % du nombre total d'établissements de la commune (10 sur les 29 entreprises implantées  au Le Faget), contre 19,8 % au niveau départemental.

### Agriculture
La commune est dans le Lauragais, une petite région agricole occupant le nord-est du département de la Haute-Garonne, dont les coteaux portent des grandes cultures en sec avec une dominante blé dur et tournesol. En 2020, l'orientation technico-économique de l'agriculture  sur la commune est la culture de céréales et/ou d'oléoprotéagineuses.
|               | 1988 | 2000 | 2010 | 2020 |
| ------------- | ---- | ---- | ---- | ---- |
| Exploitations | 25   | 20   | 20   | 14   |
| SAU (ha)      | 861  | 883  | 963  | 878  |

Le nombre d'exploitations agricoles en activité et ayant leur siège dans la commune est passé de 25 lors du recensement agricole de 1988  à 20 en 2000 puis à 20 en 2010 et enfin à 14 en 2020, soit une baisse de 44 % en 32 ans. Le même mouvement est observé à l'échelle du département qui a perdu pendant cette période 57 % de ses exploitations,. La surface agricole utilisée sur la commune a quant à elle augmenté, passant de 861 ha en 1988 à 878 ha en 2020. Parallèlement la surface agricole utilisée moyenne par exploitation a augmenté, passant de 34 à 63 ha.

## Culture locale et patrimoine

### Lieux et monuments

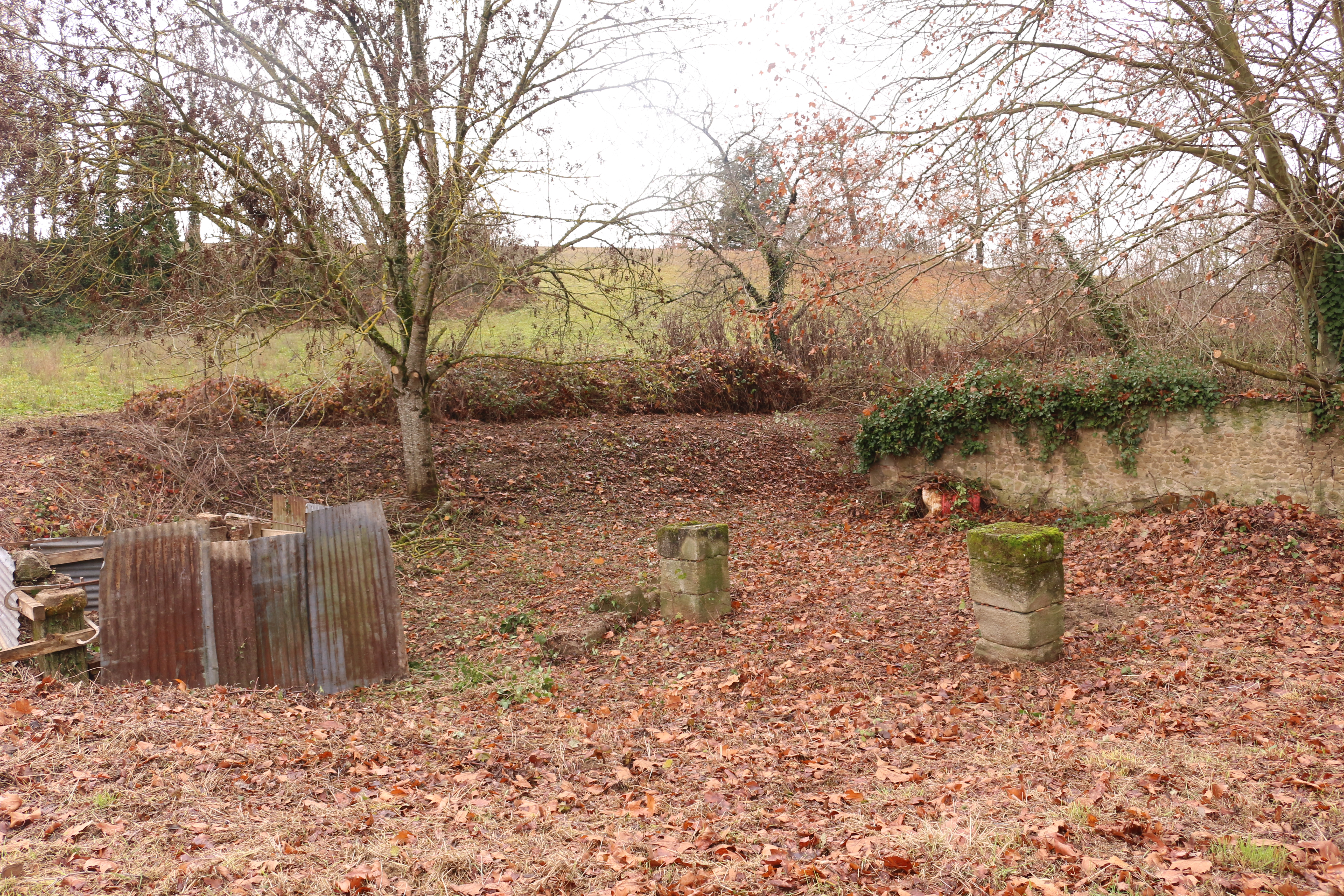
[https://www.lavoirs.org/ Lavoir Fontaine avant travaux de rénovation

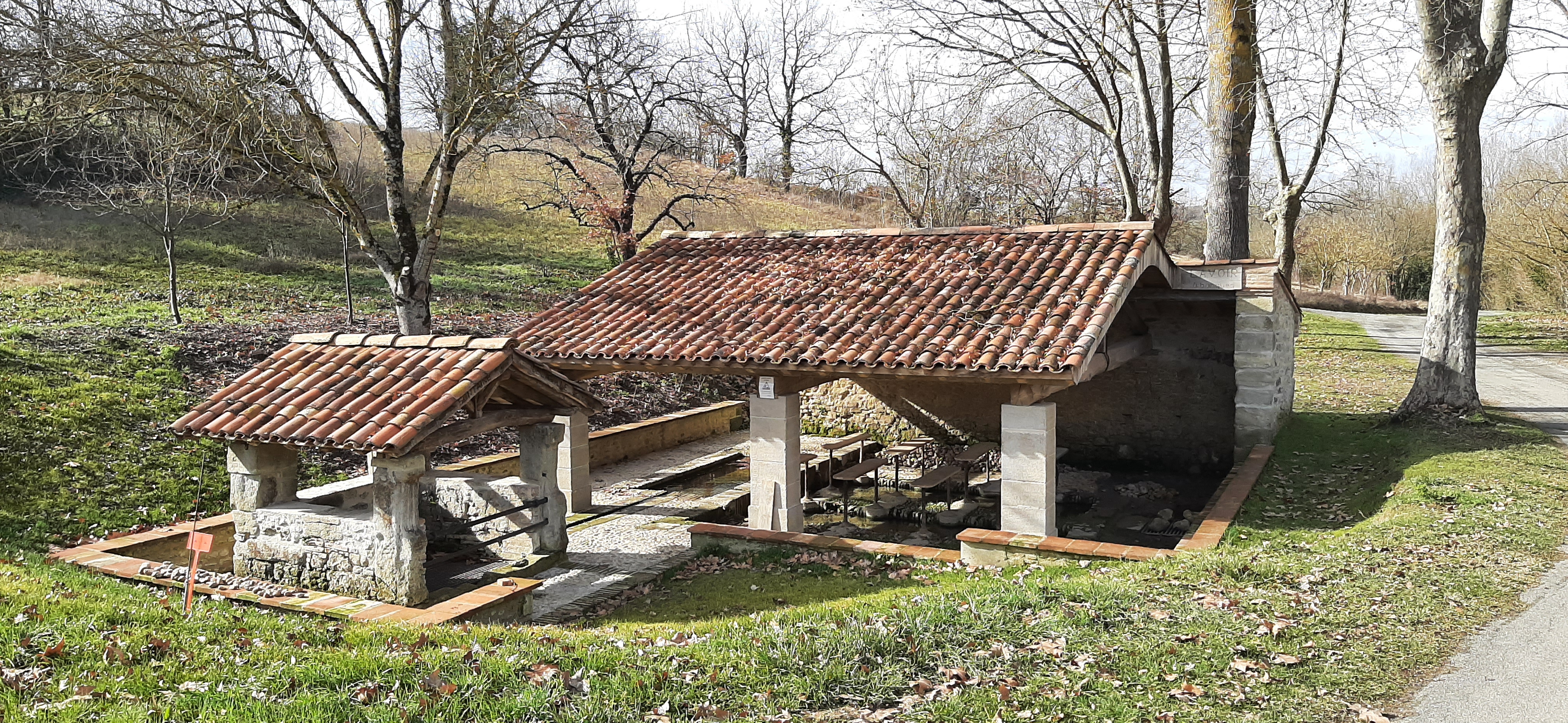
[https://actu.fr/occitanie/le-faget_31179/lauragais-ils-reconstruisent-la-fontaine-lavoir-du-village-ensevelie-par-une-coulee-de-boue-en-1973_40026059.html Fontaine Lavoir

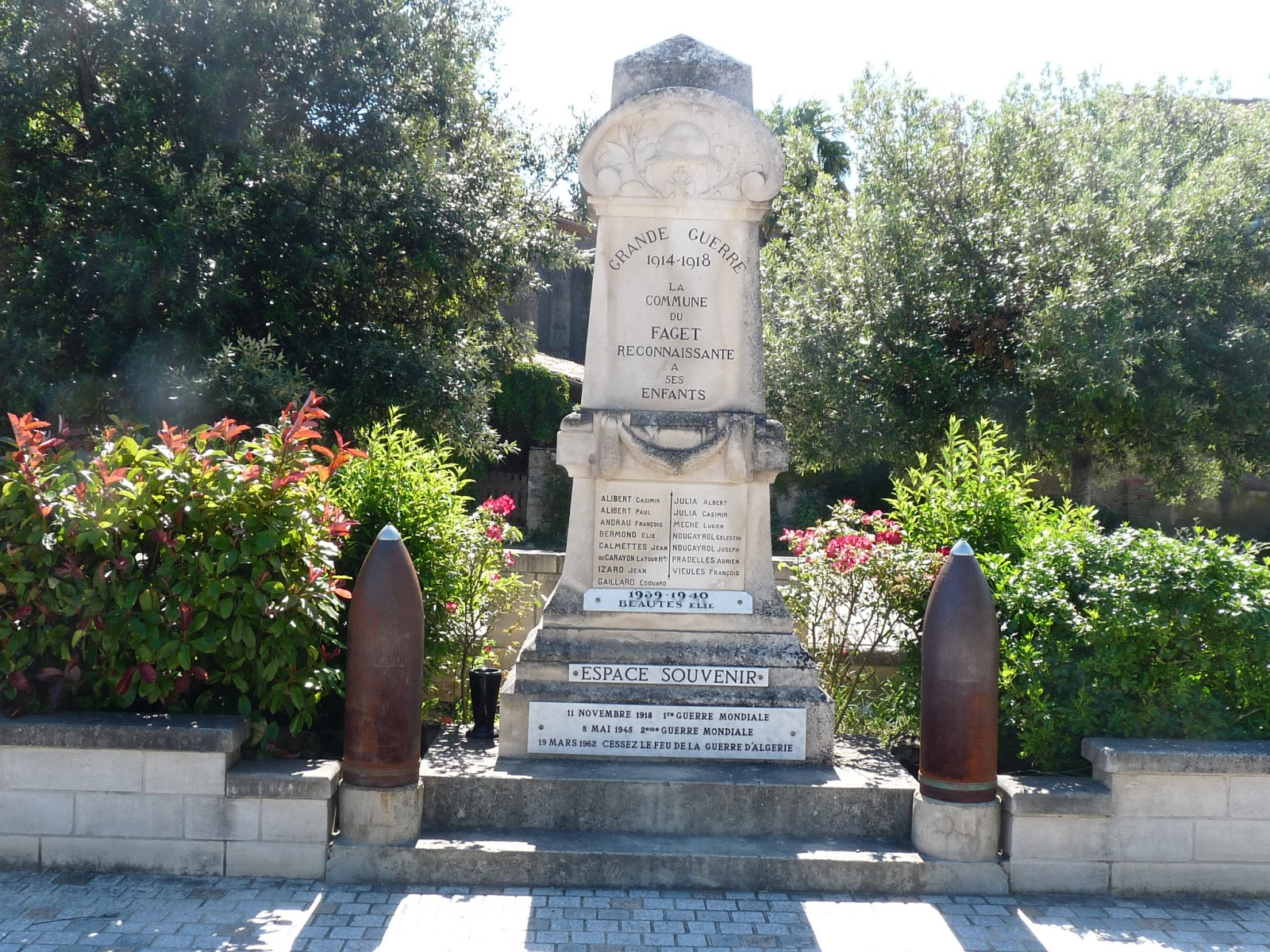
Le monument aux morts.
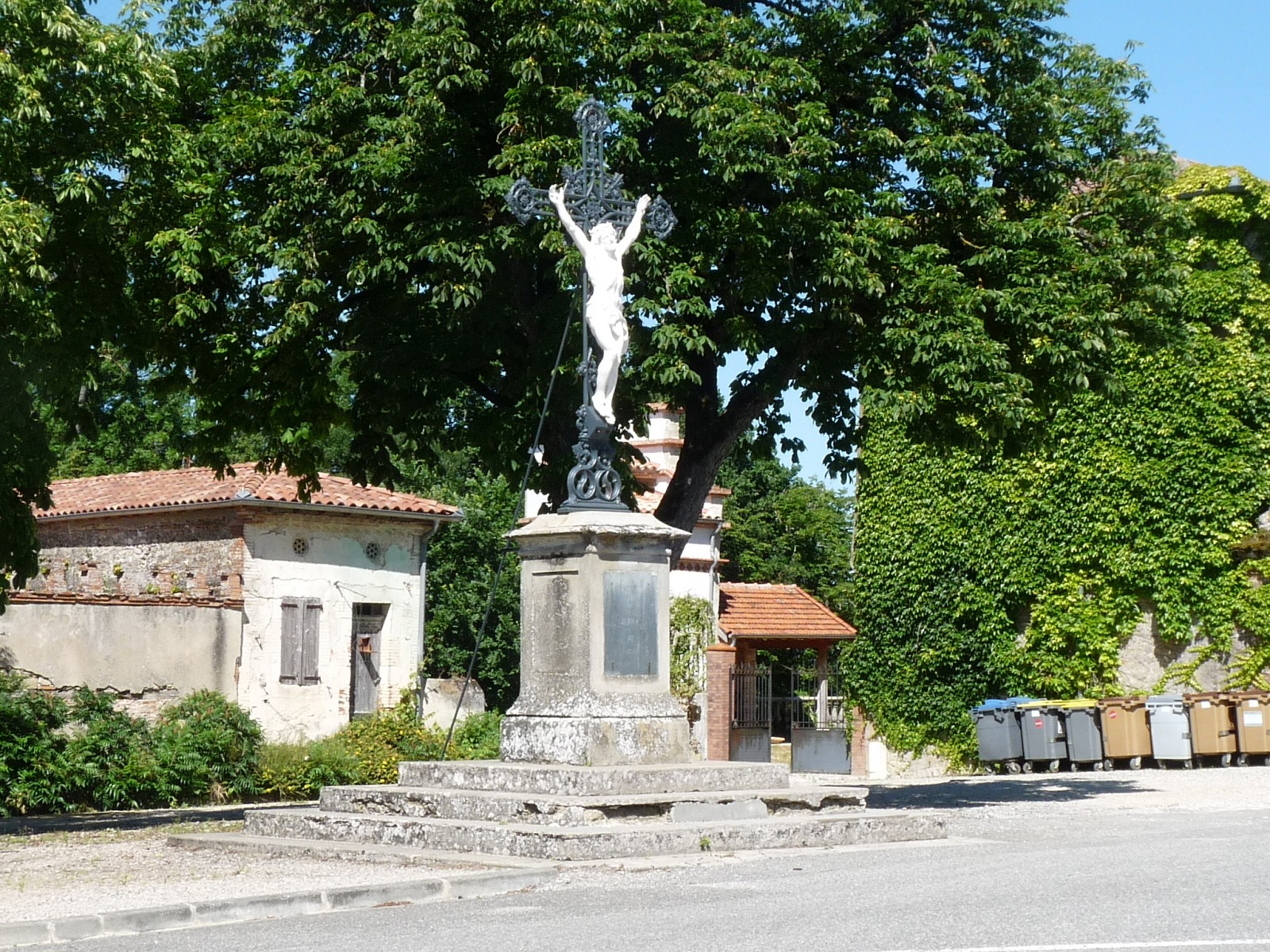
Croix centrale.

- L'église paroissiale Saint-Étienne possède une cloche datant de 1699 classée monument historique au titre objet depuis 1944[42].

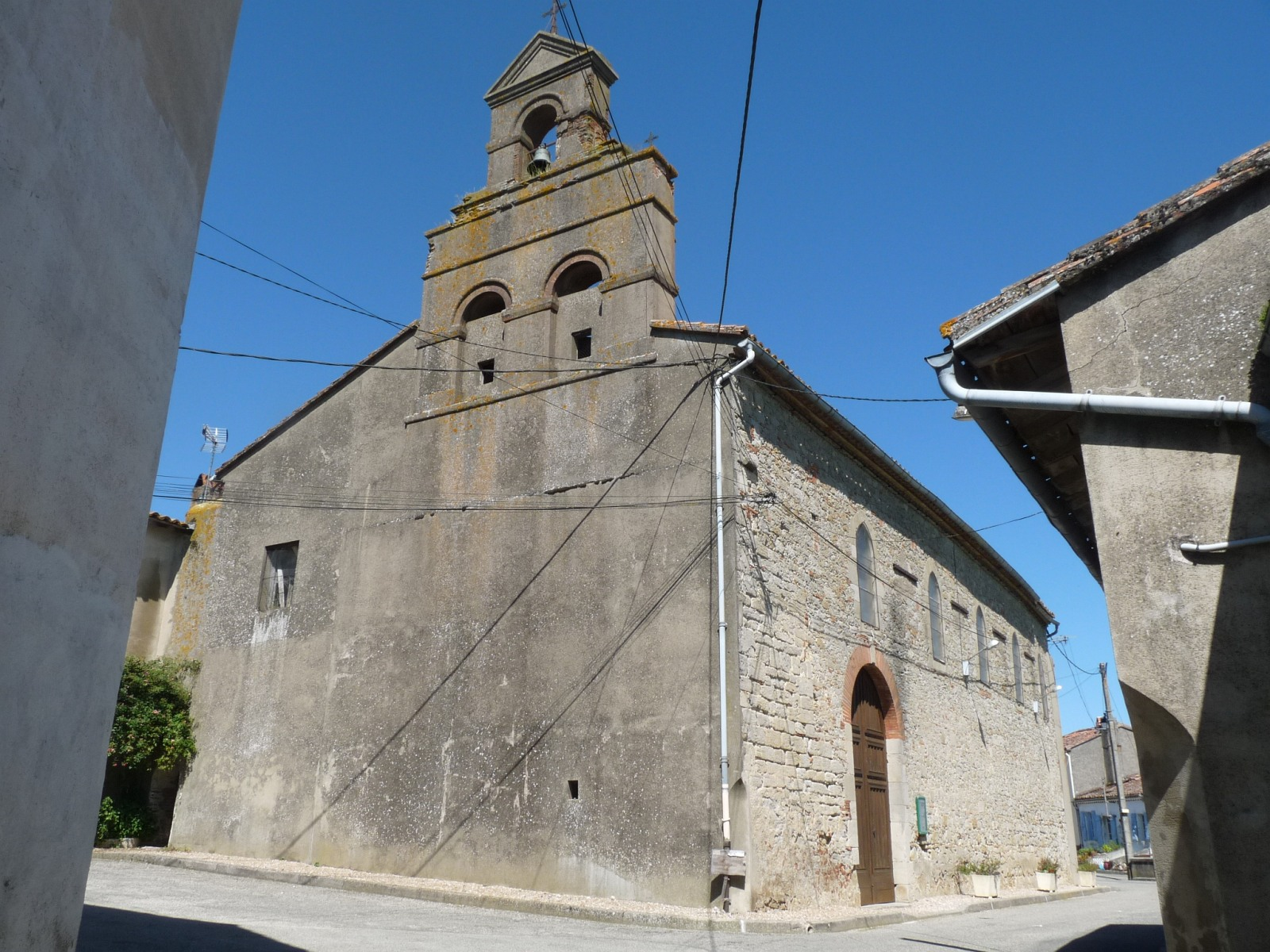
L'église Saint-Étienne.

### Héraldique
| Le Faget | Son blasonnement est : D'azur à saint Étienne d'argent, tenant une rose de gueules. |